# Wahlisaurus

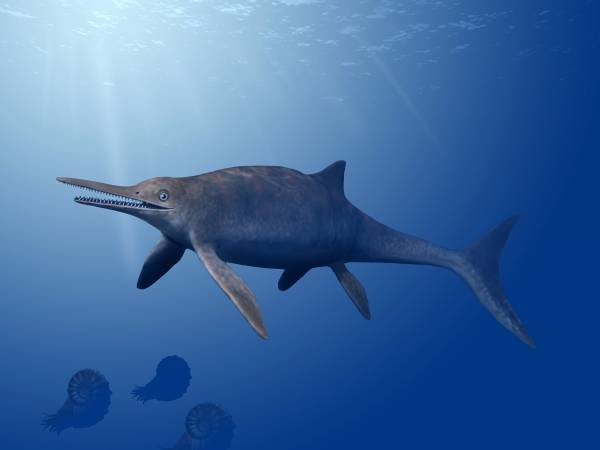
Wahlisaurus massare

Wahlisaurus is een geslacht van de Ichthyosauria dat tijdens de vroege Jura leefde in het gebied van het huidige Engeland. De enige benoemde soort is Wahlisaurus massare.

## Naamgeving
In het midden van de twintigste eeuw, het precieze jaartal is onbekend, verwierf de verzamelaar Percy Faulks uit Loughborough een skelet van een ichthyosauriër dat in de Normanton Hills, bij Normanton on Soar in het district Rushcliffe, Nottinghamshire in een verlaten steengroeve geborgen was. Het kan gelijk zijn aan een exemplaar dat in 1937 in de wetenschappelijke literatuur gemeld werd en dat tegenwoordig niet meer in de collecties te vinden valt. In 1951 verkocht hij het aan de Leicester Arts and Museums Service, alwaar het grotendeels vergeten werd totdat Dean Lomax in 2015 een lijst opstelde van ichthyosauriërresten uit Nottinghamshire. Lomax besefte dat het om een nog onbekende soort moest gaan. De conservator van het LEICT Mark Evans kon hem vertellen dat het exemplaar wel mechanisch en via een zuurbad geprepareerd was door de idiosyncratische Robert Milsom Appleby, indertijd een van de weinigen die zich in Engeland met het onderwerp bezighielden, maar dat die er nooit over gepubliceerd had. De resten werden door Appleby thuis bestudeerd, in ieder geval van 1982 af, en keerden na diens dood in 2004 terug naar het museum.
In 2017 werd de typesoort Wahlisaurus massare benoemd en beschreven door Dean Robert Lomax. De geslachtsnaam eert William Wahl. De soortaanduiding eert Judy Massare. Beiden waren mentoren van Lomax geweest tijdens diens paleontologische carrière en experts op het gebied van ichthyosauriërs.
Het holotype LEICT G454.1951.5 is vermoedelijk gevonden in de Barnestone-afzetting van de Scunthorpe Mudstone Formation en dateert dan van het onderste Hettangien. Het bestaat uit een skelet met schedel. Bewaard zijn gebleven: de snuit, beide bovenkaaksbeenderen, het rechterschedeldak, de hersenpan, beide onderkaken, tweeëntwintig ruggenwervels, ribben, de hele schoudergordel, beide opperarmbeenderen, een schaambeen, een zitbeen en beide achtervinnen zinder de teenkootjes. Het specimen ligt uiteen in drie blokken. Het betreft vermoedelijk een jongvolwassen of volwassen individu.
In 1996 groef Simon Carpenter in de Sutton Hill Quarry in Somerset legaal een tweede specimen op en doneerde het in december 2016 aan de Bristol Museum and Art Gallery, waar het het inventarisnummer BRSMG Cg2405 kreeg. Het werd in 2019 door Lomax beschreven. Het betreft een rechterravenbeksbeen. Bij deze gelegenheid werd het holotype nog eens nader onderzocht waarbij oude lijmlagen werden verwijderd en bleken verschillende elementen fout te zijn geïdentificeerd. Zo waren er, anders dan gedacht, geen voorhoofdsbeenderen in aanwezig.

## Beschrijving
Wahlisaurus is vrij klein, enkele meters lang. Het toegewezen specimen is ongeveer een vijfde langer dan het holotype. Volgens Gregory S. Paul is de volwassen grootte onzeker en hij waagde zich niet aan een gewichtsschatting.
Lomax stelde verschillende onderscheidende kenmerken vast. Het zijn autapomorfieën, unieke afgeleide eigenschappen. Het ravenbeksbeen wordt doorboord door een groot eirond foramen. Er zijn zowel een foramen coracoideum als een fenestra coracoscapularis, het laatste als een venster in het raakvlak tussen ravenbeksbeen en schouderblad. Het ravenbeksbeen heeft een inkeping in de achterrand die veel groter is dan de inkeping in de voorrand. Behalve deze kenmerken van het ravenbeksbeen waaraan Lomax veel aandacht besteedde, onderkende hij nog drie extra mogelijke autapomorfieën. De deltopectorale kam van het opperarmbeen steekt sterk uit en tweeënhalf maal langer dan de bovenste tak. Het opperarmbeen is van buiten op de vin bezien langer dan van voor naar achter gemeten wat het element een D-profiel geeft, op het proximale gewrichtsvlak bezien. De tanden zijn lang, naaldvormig en slank, licht naar achteren gekromd en met grote gezwollen wortels die naar binnen geplooid zijn.
In veel opzichten lijkt Wahlisaurus op Leptonectes. Met L. tenuirostris wordt een zeer slanke en delicate snuit gedeeld.

## Fylogenie
Wahlisaurus werd in de Leptonectidae geplaatst.